# Crescente Errázuriz
Crescente José de los Dolores de María Santísima de la Cruz Nepomuceno Errázuriz Valdivieso, né à Santiago du Chili le 28 novembre 1839 et mort à Santiago du Chili le 5 juin 1931, est un prélat catholique chilien qui fut archevêque de Santiago du Chili de 1918 à sa mort.

## Biographie

### Formation
Crescente Errázuriz est le fils de Francisco Javier Errázuriz Aldunate  et de sa seconde épouse, Rosario Valdivieso Zañartu, sœur de Rafael Valentín Valdivieso Zañartu. Il est le frère de Federico Errázuriz Zañartu (mort en 1877, membre du parti libéral) et l'oncle de Federico Errázuriz Echaurren (mort en 1901, membre du parti libéral) et Germán Riesco Errázuriz (mort en 1916, membre du parti libéral) ; les trois furent présidents de la République avant qu'il ne fût nommé archevêque. Il étudie à l'école des demoiselles Fernández Díaz  et au collège Justino Fagalde de Santiago, au sein d'une ambiance aristocratique.

### Prêtre
Il entre au grand séminaire de Santiago du Chili et il est ordonné prêtre en la cathédrale métropolitaine le 18 décembre 1863 par l'archevêque de Santiago, Mgr Rafael Valentín Valdivieso, son oncle maternel. Il enseigne à la faculté de théologie de l'université du Chili à partir de 1872. Il s'occupe de La Revista Católica et fonde en 1874 le journal Estandarte Católico qui défend les positions de l'Église et s'oppose aux francs-maçons et aux libéraux. Il est nommé en 1893 doyen de l'université du Chili tout en enseignant le droit canonique. Il publie un Compendium du droit canonique. Entre 1869 et 1870, il assiste au concile Vatican I comme secrétaire de son oncle, l'archevêque de Santiago. 
Crescente Errázuriz devient en 1884 dominicain et prononce sa profession en 1885 (prenant le nom de religion de Raymond). Il poursuit ses recherches et il est bibliothécaire du couvent. Il est élu prieur du couvent récollet dominicain de Santiago, charge qu'il assume de 1898 à 1907. Il publie pendant cette période Les Origines de l'Église chilienne et il est considéré comme le premier historien de l'histoire ecclésiastique du Chili. Il est admis à l'Académie chilienne de la langue et en 1912 reçoit la médaille d'or de la Société d'histoire et de géographie du Chili. En 1916, le Saint-Siège le nomme protonotaire apostolique avec le titre de « Monseigneur ».

### Évêque
Le gouvernement chilien de Juan Luis Sanfuentes, du parti libéral-démocrate, le propose au siège de Santiago et le pape Benoît XV accepte et le nomme archevêque de Santiago, le 30 décembre 1918, alors qu'il est déjà âgé de 79 ans. Il est consacré en la cathédrale métropolitaine le 12 janvier 1918 par Mgr Miguel Claro (es), évêque titulaire de Legio (de), et prend possession de son siège le 29 janvier suivant. Sa devise épiscopale est Crux et Evangelium ecce arma mea.
Il entreprend une politique d'indépendance de l'Église chilienne vis-à-vis des actions du parti conservateur. En 1920, il propose au Saint-Siège d'ériger les diocèses de Valparaiso et de Talca. Il représente l'Église lors des pourparlers préliminaires à la loi de séparation de l'Église et de l'État inscrite dans la nouvelle constitution de 1925. Il s'efforce de réconcilier les positions extrêmes.
Crescente Errázuriz Valdivieso meurt à Santiago en 1931 est il est inhumé en la cathédrale métropolitaine de Santiago du Chili.

## Source de la traduction
- (es) Cet article est partiellement ou en totalité issu de l’article de Wikipédia en espagnol intitulé « Crescente Errázuriz » (voir la liste des auteurs).